# 2019年4月中國大陸

## 4月1日
- 四川省凉山州木里县发生森林火灾，参与扑救有27名森林消防指战员和3名地方扑火人员被困火場，集體殉職。[1]。見2019年木里森林火災。

## 4月2日
- 河南虞城发生尘卷风，造成2名兒童死亡[2]。

## 4月3日
- 一名31岁的郑姓男子持刀闯入湖南永州市宁远县柏家坪镇完全小学砍杀学生，造成2名学生受伤，2人死亡[3][4]。

## 4月5日
- 中国海警2305舰艇编队在中国钓鱼岛领海内巡航[5]。

## 4月8日
- 中国海警2305舰艇编队在中国钓鱼岛领海内巡航[6]。

## 4月11日
- 陕西省高级人民法院对张扣扣案进行二审宣判，维持一审判决，以故意杀人罪、故意毁损财物罪判处张扣扣死刑，剥夺政治权利终身[7]。
- 自被发现将事件视界望远镜团队以CC BY 4.0方式发布的室女A星系黑洞照片的版权收入囊后，视觉中国被爆出将中国国旗国徽等公有领域作品列为自有版权作品。在网友以及共青团中央的言论鞭挞下，该公司遭到当局的严肃整改，网站无法访问[8]。

## 4月12日
- 受冷空氣南下引發的強對流天氣影響，深圳周四出現冰雹、暴雨等極端天氣，福田區多名工人在鳳塘河清淤時被突發洪水沖走，造成9死2失蹤[9]。

## 4月15日
- 下午15时37分，齐鲁天和惠世制药有限公司冻干车地下室，在管道改造过程中，因电焊火花引燃低温传热介质，产生烟雾，致使现场作业的10名工作人员中8人当场窒息死亡，其余2名工作人员在抢救过程中死亡。另有12名救援人员受呛伤，无生命危险。[10]。

## 4月17日
- 沈阳市棋盘山附近突发山火。[11]
- 西安奔驰新车漏油维权事件中的當事人王女士正式和涉事車行西安利之星汽车有限公司達成和解[12]。

## 4月21日
- 2016年涉嫌杀害母亲谢天琴的北京大学学生吴谢宇潜逃三年后，于重庆江北国际机场被警方抓获[13]。

## 4月23日
- 中国人民解放军海军成立70周年海上阅兵在青岛附近黄海举行，61个国家的海军代表团参加阅兵[14]。
- 第三批高考综合改革试点省市河北、辽宁、江苏、福建、湖北、湖南、广东、重庆发布“3+1+2”模式，从2018年秋季入学的新生起实行[15][16]。

## 4月24日
- 上海仁济医院发生疑因拒绝病人插队引起的医患肢体冲突，医生赵晓菁被警方带走。[17][18]

## 4月26日
- 第二届“一带一路”国际合作高峰论坛在北京国家会议中心举行，习近平发表主旨演讲，宣布采取一系列重大举措促进更高水平对外开放[19]。
- 南京应用技术学校发生冲突事件，部分学生及家长因学籍及专业变更问题与学校发生矛盾，特勤与该校学生发生肢体冲突。该学校被曝出虚假招生且无发放大专学历证书的资格。[20]
- 英文维基百科受到DNS污染，无法使用。

## 4月30日
- 江门市中级人民法院判处涉嫌贩毒的加拿大人范威等人死刑，这是孟晚舟事件后第三位被判死刑的加拿大人[21][22]。